# Club Atlético Peñarol
Club Atlético Peñarol (normalt bare kendt som CA Peñarol, fra italiensk by Pinerolo) er en uruguayansk fodboldklub fra hovedstaden Montevideo. Klubben spiller i landets bedste liga, Primera División Uruguaya, og har hjemmebane på stadionet Estadio Centenario, der også er Uruguays landsholds hjemmebane. Klubben blev grundlagt den 28. september 1891, og har siden da vundet nok titler til uden problemer at blive rangeret som den mest succesfulde klub i både Uruguay og hele Sydamerika. Det er blevet til intet mindre end 47 uruguayanske mesterskaber, fem gange har man vundet Copa Libertadores og tre gange Intercontinental Cup.
CA Peñarols største rivaler er Nacional, en anden Montevideo-klub.

## Titler
- Uruguayansk Liga (52): 1900, 1901, 1905, 1907, 1911, 1918, 1921, 1928, 1929, 1932, 1935, 1936, 1937, 1938, 1944, 1945, 1949, 1951, 1953, 1954, 1958, 1959, 1960, 1961, 1962, 1964, 1965, 1967, 1968, 1973, 1974, 1975, 1978, 1979, 1981, 1982, 1985, 1986, 1993, 1994, 1995, 1996, 1997, 1999, 2003, 2009-2010, 2012-2013, 2015–16, 2017, 2018, 2021, 2024

- Copa Libertadores (5): 1960, 1961, 1966, 1982 og 1987

- Intercontinental Cup (3) 1961, 1966 og 1982

## Kendte spillere
- Carlos Aguilera
- Antonio Alzamendi
- Pablo Bengoechea
- Carlos Diogo
- Fabián Estoyanoff
- Alcides Ghiggia
- Pablo Forlán
- Federico Magallanes
- Paolo Montero
- Walter Pandiani
- Diego Pérez
- Juan Alberto Schiaffino
- Darío Silva
- Obdulio Varela
- Marcelo Zalayeta
- Pablo Gabriel García
- Jorge Barrios
- Fernando Morena
- Federico Valverde
- Juan Manuel Peña
- Elias Figueroa
- Leônidas da Silva
- José Luis Chilavert

## Danske spillere
- Ingen